# Louis Angely
Œuvres principales
Das Fest der Handwerker
Louis Jean Jacques Angely (né le 1er février 1787 à Leipzig, mort le 16 novembre 1835 à Berlin) est un librettiste et dramaturge allemand.

## Biographie
Louis Angely est le fils de Jean Georges Louis Angely, chantre français protestant, et de son épouse Jeanne Marie. Il est d'abord acteur, en 1808 à Stettin. Après des engagements à Riga, Reval et Mitau, alors qu'il joue souvent des rôles comiques, il arrive en 1826 au Deutsche Hoftheater de Saint-Pétersbourg. En 1828, il fait partie du Königsstädtisches Theater à Berlin, où il est acteur et metteur en scène. En 1830, il se retire de la scène, achète une auberge et écrit de petites pièces de théâtre.
Louis Angely est l'auteur principalement de comédies et de vaudevilles inspirés du théâtre français. Sa pièce la plus connue, Das Fest der Handwerker, n'a pas d'équivalent français, car elle est destinée au public berlinois. Il est le premier interprète du personnage Kluck, que l'on retrouvera ensuite dans le théâtre populaire.
Louis Angely se fait enterrer au cimetière français de Berlin. Sa tombe est rasée dans le cadre de l'expansion des fortifications de la frontière de la RDA.

## Œuvre
- Die Schneider-Mamsells (1824)
- Thérèse oder die Waise aus Genf (1824)
- Dover und Calais, oder Partie und Revange (Vaudeville in 2 Akten, 1825)
- Schüler-Schwaenke oder Die kleinen Wilddiebe (1825)
- Sieben Mädchen in Uniform (1825)
- Das Fest der Handwerker (Uraufführung 1828)
- Der hundertjährige Greis (1828)
- List und Phlegma (1832; Version numérique)
- Paris in Pommern. Die seltsame Testamentsklausel (geschrieben um 1821, 1839)[1]
- Die Reise auf gemeinschaftliche Kosten
- Die Hasen in der Hasenheide
- Die beiden Hofmeister
- Wohnungen zu vermieten
- Das Ehepaar aus der alten Zeit
- Die Schwestern
- Der Dachdecker
- Vaudevilles und Lustspiele. 4 Bände. Berlin: Cosmar und Krause 1828–1842
- Neuestes komisches Theater.

1. (Version numérique). Magazin für Buchhandel, Musik und Kunst, Hamburg 1836; enth. Wohnungen zu vermiethen, Die Schwestern, Die Königin des Festes, Jugend muss austoben, Prinz Tu-Ta-Tu, Der Thurm von Notre-Dame
2. (Version numérique). Magazin für Buchhandel, Musik und Kunst, Hamburg 1836; ent. Die Sängerin und die Näherin, Vierzehn Tage nach Sicht, Die Erholungs-Reise, Punkt drei Uhr, Ein kleiner Irrtum, Zephyr und Flora
3. Berendsohn, Hamburg 1841; enth. u.a. Die Zwillingsbrüder, Des Unglücksvogels Bruder, Morgen ist der Drezehnte, Nicht vom Posten, Der Onkel schläft